# NGC 5183
NGC 5183 est une galaxie spirale située dans la constellation de la Vierge. Sa vitesse par rapport au fond diffus cosmologique est de 4 605 ± 21 km/s, ce qui correspond à une distance de Hubble de 67,9 ± 4,8 Mpc (∼221 millions d'al). NGC 5183 a été découverte par l'astronome germano-britannique William Herschel en 1787.
La classe de luminosité de NGC 5183 est II et elle présente une large raie HI. Selon la base de données Simbad, NGC 5183 est une galaxie LINER, c'est-à-dire une galaxie dont le noyau présente un spectre d'émission caractérisé par de larges raies d'atomes faiblement ionisés.
À ce jour, trois mesures non basées sur le décalage vers le rouge (redshift) donnent une distance de 50,933 ± 1,124 Mpc (∼166 millions d'al), ce qui est à l'extérieur des valeurs de la distance de Hubble. Notons que c'est avec la valeur moyenne des mesures indépendantes, lorsqu'elles existent, que la base de données NASA/IPAC calcule le diamètre d'une galaxie et qu'en conséquence le diamètre de NGC 5183 pourrait être d'environ 39,5 kpc (∼129 000 al) si on utilisait la distance de Hubble pour le calculer.